# تایتانیک (فیلم ۱۹۱۵)
تایتانیک (انگلیسی: Titanic)، فیلمی صامت به کارگردانی پیر آنجلو ماتسولوتی است که در سال ۱۹۱۵ منتشر شد.